# 高松城 (備中国)
高松城（たかまつじょう）は、戦国時代、備中国賀陽郡中島村高松 （岡山県岡山市北区高松）にあった日本の城。讃岐高松城と区別して備中高松城とも呼ばれる。羽柴秀吉による水攻めで有名である（詳細は「備中高松城の戦い」参照）。

## 概要
城の形式は梯郭式平城で、石垣は築かれず土塁によって築城されていた。城の周囲は低湿地帯でこれらが天然の堀を形成していた。
築城時期ははっきりしないが、松山城を本拠に備中一円を治めていた戦国大名三村氏の命により、備中守護代で三村氏の有力家臣でもあった石川氏が築いた城である。天正3年（1575年）の備中兵乱で石川氏が主家三村氏とともに毛利氏に滅ぼされた後は、清水宗治が城主となった。清水宗治は備中兵乱の際、石川氏の娘婿・重臣でありながら主家を離れて毛利氏に加担したが、清水宗治が城主となった経緯は不詳である。石川氏滅亡以前より宗治が城主であったともいわれる。
天正10年（1582年）、織田信長の家臣・羽柴秀吉は中国攻めの先鋒を任され、4月、高松城攻め（備中高松城の戦い）にかかった。高松城の周囲は沼地に囲まれ難攻不落とされていたため、攻城戦は持久戦となった。5月8日（5月29日）に入り黒田孝高の献策により城を堰堤で囲む土木工事が開始された。これにより低湿地にあった高松城を水没させるというものである。世に言う「高松城水攻め」である。人夫に過分な金子を与え突貫工事で11日後に堤防が完成。折しも梅雨時で堰堤内には水が溢れ、城は水没した。
ここに信長を招く準備をしていたが、6月2日（6月21日）、本能寺の変が起こり計画は頓挫した。翌日、光秀の毛利軍への密使を秀吉軍が拘束。密書で信長の死を知った秀吉軍は毛利軍に知られぬよう密使を暗殺してこれを秘匿し毛利方の軍使・安国寺恵瓊を仲介役に和議を成立させた。城兵の命と引き替えに4日（23日）、宗治は切腹。秀吉は主君の仇敵・明智光秀と対決すべく「中国の大返し」を行い、強行軍で近畿に引き返し、明智光秀と対決した。
その後、高松城は宇喜多領となり、花房正成が城主として入城。そして慶長5年（1600年）の関ヶ原の戦いの後、宇喜多氏の旧臣であった花房職秀（職之）が城主となり、高松城に入城した。この時期に城域も整備されたが、職秀の死後、一国一城令で廃城となったと思われる。
現在は秀吉が築いた堰堤や、城の石積みの一部が僅かにあるのみで、城の痕跡はほとんど残っていない。城跡には宗治自刃の碑、宗治首塚・胴塚があり、公園として整備されており資料館が開館している。堰堤跡は高松城水攻め史跡公園として整備され、発掘調査により土杭等が確認されている。城跡と堰堤跡は「高松城跡 附：水攻築堤跡」の名称で国の史跡に指定されている。1902年（明治35年）には博覧会関西府県連合共進会の会場として使用された。
2017年（平成29年）、続日本100名城（171番）に選定された。

## 遺構
- 堰堤、石積みの一部
- 宗治蓮 - 沼に自生した多数の蓮が見られる（画像参照）。
- 本丸跡 - 清水宗治公首塚と小さな祠を模した供養塔。

### 関連建造物
- 高松城址公園資料館 - 「高松城の戦い」ジオラマなど展示。「続100名城スタンプ」あり。月曜日は休業[3]。

## 現地情報

### 所在地
- 岡山県岡山市北区高松558-2

### 交通アクセス
- JR西日本吉備線（桃太郎線）備中高松駅下車、徒歩10分
- 山陽自動車道・岡山ICから約10分
  - 高松城址公園（南側および西側）に無料駐車場あり